# 中国戯曲学院

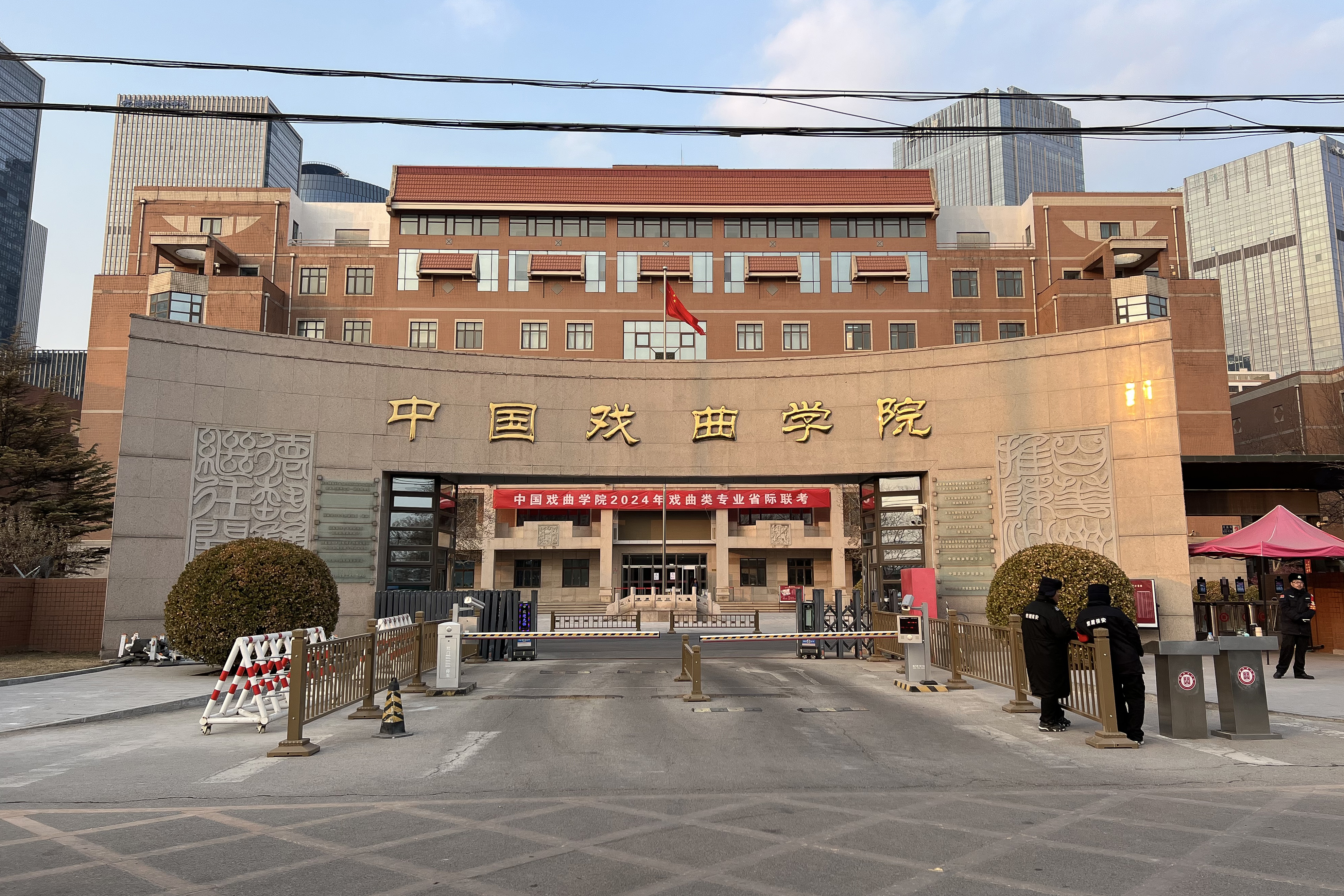
中国戯曲学院

中国戯曲学院（ちゅうごくぎきょくがくいん、ピンイン: Zhōngguó Xìqǔ Xuéyuàn）は、中国の演劇大学。

## 概況
中国で唯一戯曲(伝統演劇)を専門とする大学で、京劇教育の最高機関。現代劇(話劇)系の中央戯劇学院(略称は中戯)と区別するため、略称は国戯。
1950年に創立。創立時の名称は文化部戯曲改進局戯曲実験学校で、教育部ではなく文化部の管轄であった。初代校長は田漢。1955年1月、中国戯曲学校となる。文革中の1973年、中央五七芸術大学に編入され、中央五七芸術大学戯曲学校となる。1977年2月、中国戯曲学校として復活。1978年10月中国戯曲学院となり、大学に昇格する。2000年、北京市政府管轄となり、政府文化部と北京市が共に関与し北京市の管理を主とする体制となり、今日に至る。
キャンパスは北京市豊台区万泉寺400号にあり、校地面積は5.3万m2。現在のキャンパスには2000年に移転した。学生数は2015年3月現在で2687人、そのうち本科生(学部生)2046人、研究生(大学院生)304人、中国京劇優秀青年演員(俳優)研究生班50人。2014年現在、268名の専任教員が在職している。
2000年の50周年式典では、9月6日に世界芸術文化振興協会主催による宝生流の能楽公演を、中国戯曲学院の舞台で行った。前日には、北京大学でも同公演が開催されており、北京では、初めての本格的な能楽公演。

## 主な人物
- 石山雄太 - 卒業生。京劇界初の日本人俳優。
- 許魏洲 - 卒業生。歌手・俳優。